# Bing xRank
Bing xRank (anteriormente Live Search xRank) fue un servicio de búsqueda como parte del motor de búsqueda Bing de Microsoft. Tenía un seguimiento de celebridades notables, músicos, políticos y bloggers y se les clasifica en orden de popularidad de resultados de consulta de búsqueda de Bing.

## Características
- xRank Today las características de los motores de top 10 en Bing xRank en el pasado 24 horas, sección de temas populares y secciones resumen para cada una de las cuatro categorías de xRank: celebridades, músicos, políticos y Bloggers
- xTreme Movers clasifica las palabras de búsqueda superior en Bing en términos de búsqueda volumen movimiento en el pasado 24 horas y también Mostrar búsqueda volumen gráfico de cada uno de los principales buscar palabras clave en los últimos 30 días
- Comparar dos personas en la misma categoría durante sus xRanks en los últimos 30 días
- seguir los movimientos en clasificación para la persona de interés
- xRank historia gráfico permitir a usuarios ver popularidad de una persona notable en los últimos seis meses
- búsqueda y navegación a través de una biografía o get protagoniza las últimas noticias acerca de la persona notable de interés
- Explore vídeos más recientes de una persona notable, imágenes, películas o álbumes
- muestra información acerca de las relaciones de la persona de interés y de su asociación con otras personas notables